# Parc national naturel de Zatcharovany Krai
Le parc national naturel de Zatcharovany Krai (en ukrainien : Зачарований край) est un parc national situé dans l’oblast de Transcarpatie en Ukraine.
D'une taille de 6 101 hectares il est créé en 2009. Il fait partie des forêts primaires de hêtres des Carpates et d'autres régions d'Europe qui sont sur la liste du patrimoine mondial de l'UNESCO et regroupe les sites suivants : Irchava (94 hectares) et Velykyi Dil (1 164 hectares).

## Faune et flore
Le parc national abrite une flore et une faune variées, notamment des cerfs élaphes des Carpates, des chamois, des ours bruns, des sangliers, des blaireaux européens, des lynx eurasiens, des chats sauvages européens, des castors eurasiens, des truites et des ombres. Le parc a été créé pour préserver, reproduire et utiliser efficacement les complexes naturels typiques et uniques des Carpates orientales.

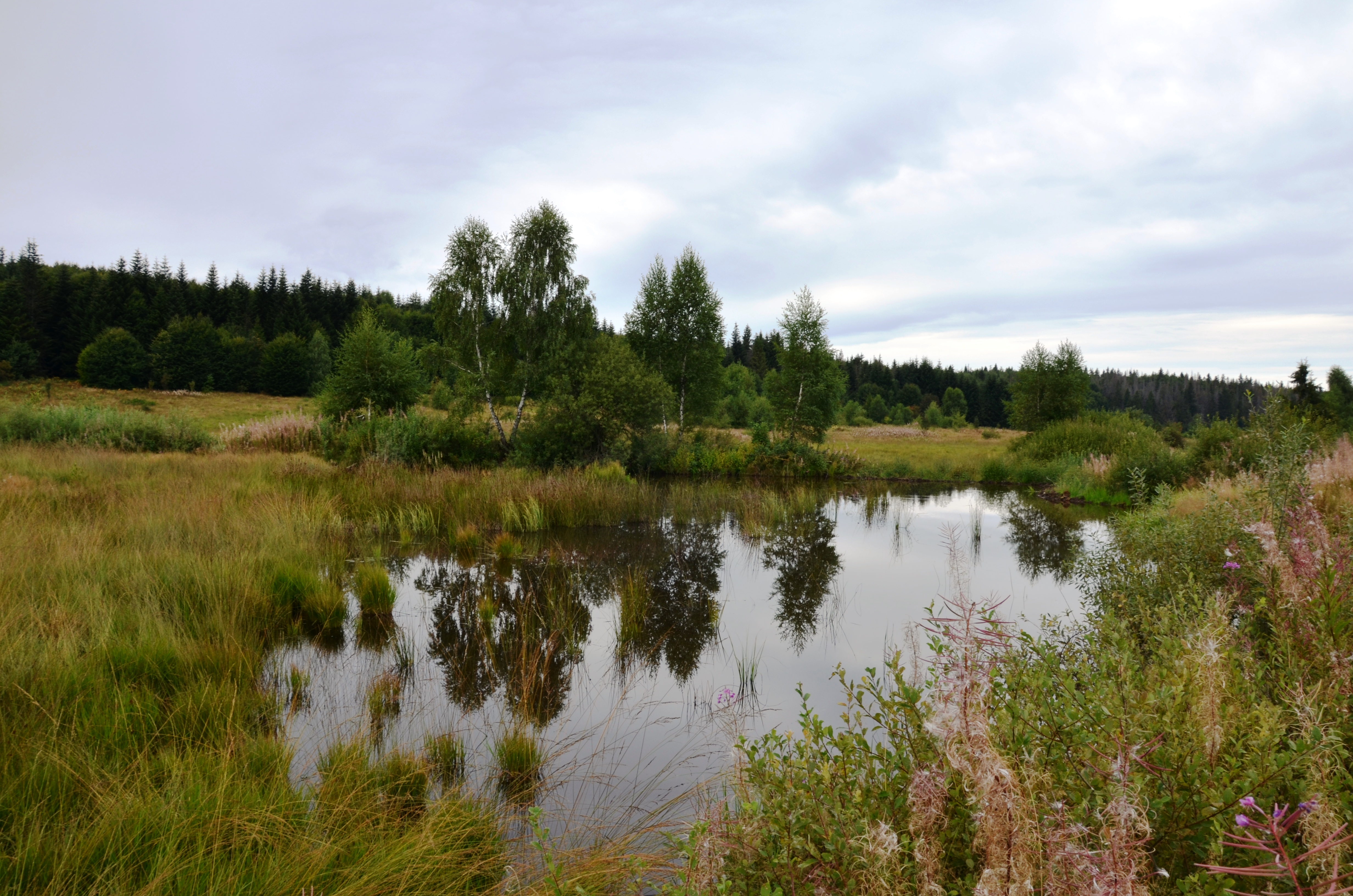
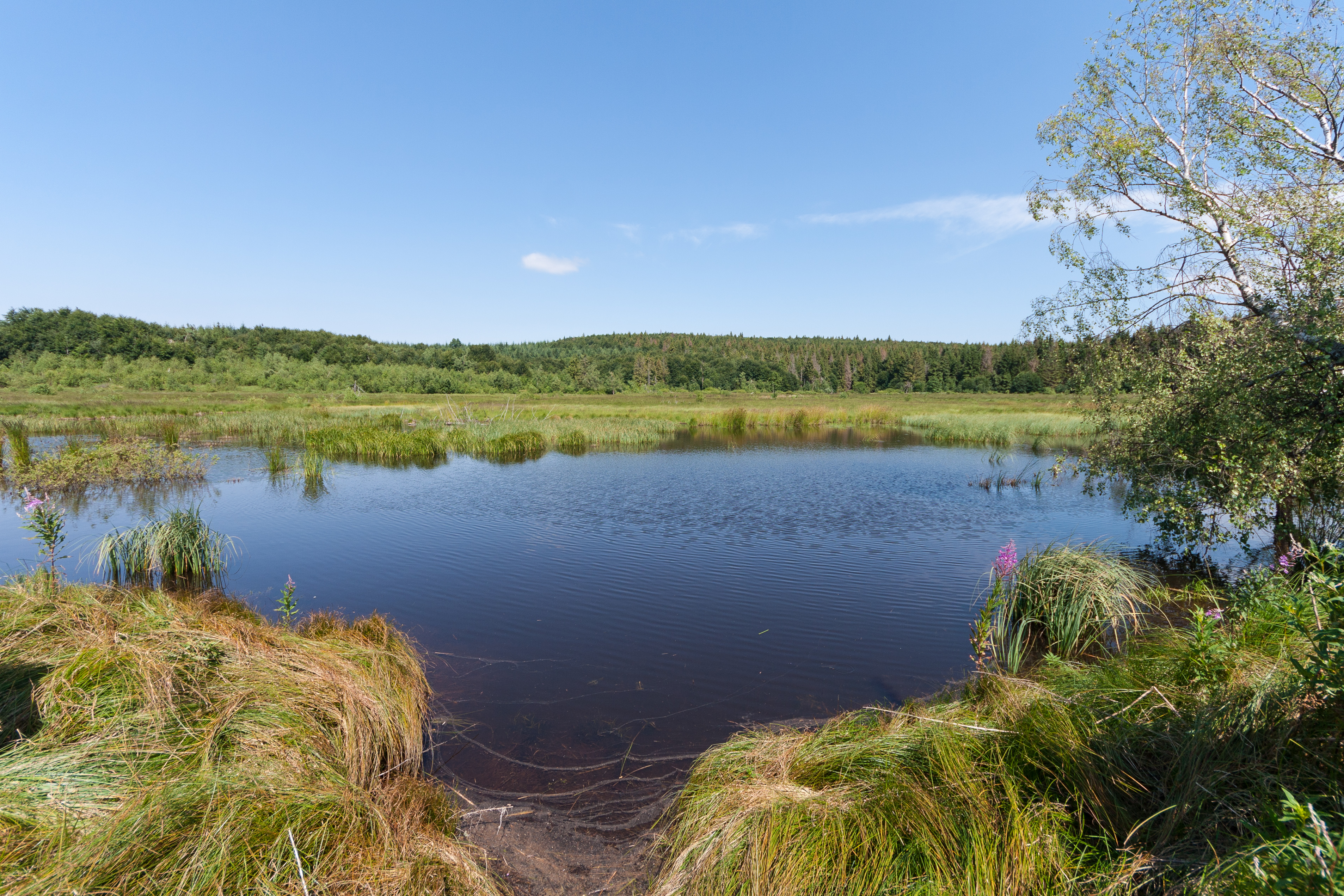
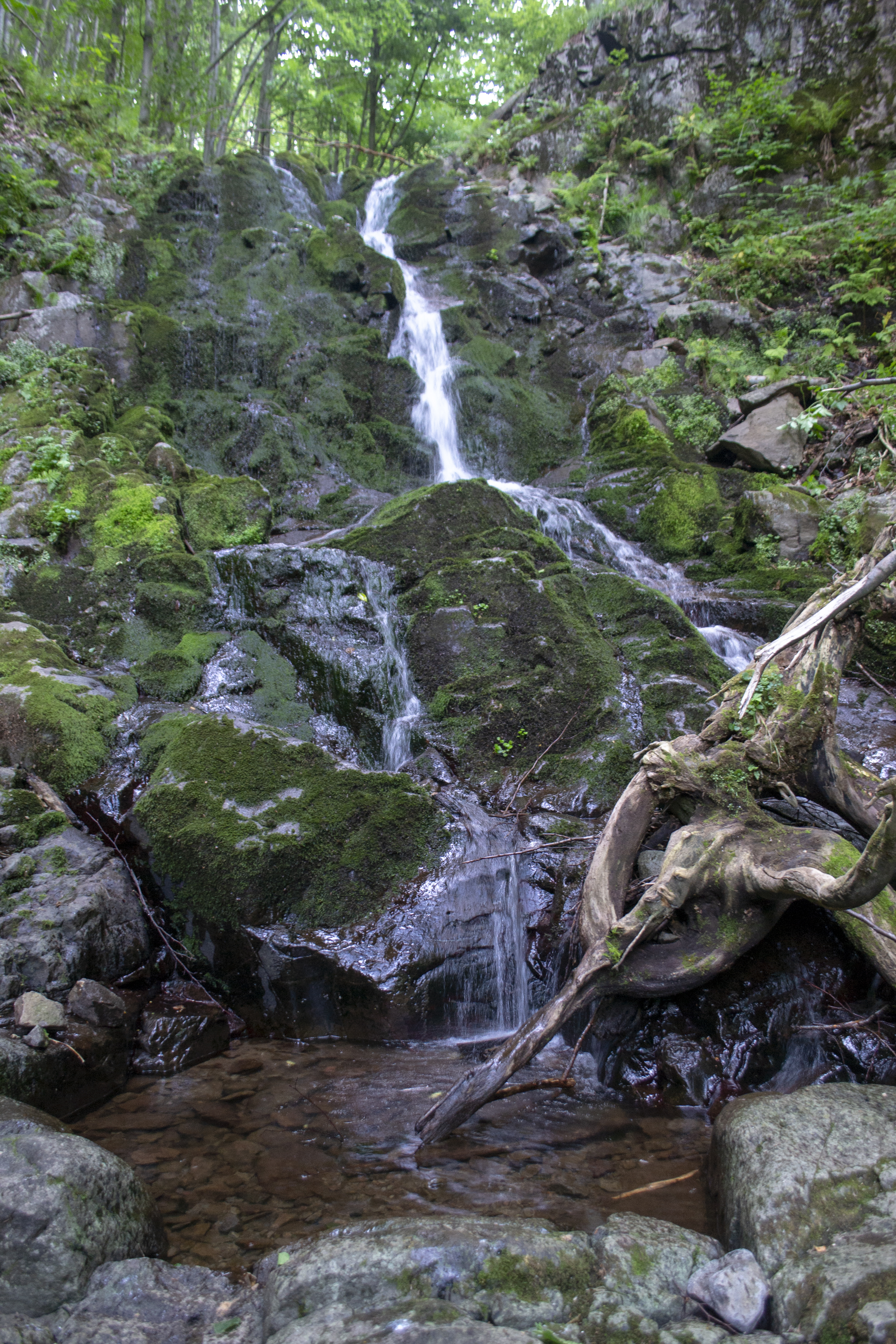
Chute d'eau de Kamianka.
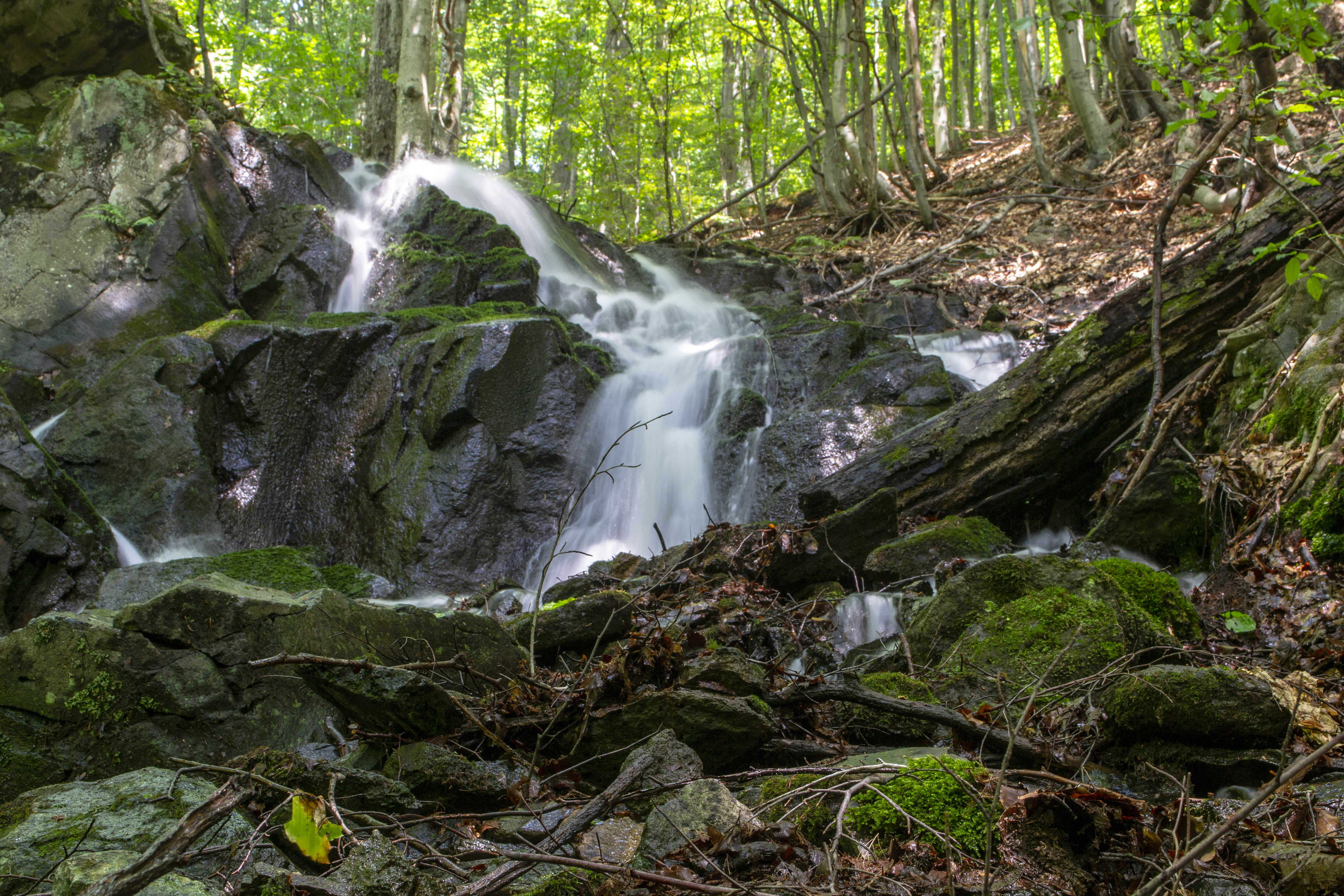
chutes d'eau.